# Scott County (Minnesota)
Scott County is een county in de Amerikaanse staat Minnesota.
De county heeft een landoppervlakte van 924 km² en telt 89.498 inwoners (volkstelling 2000). De hoofdplaats is Shakopee.

## Bevolkingsontwikkeling

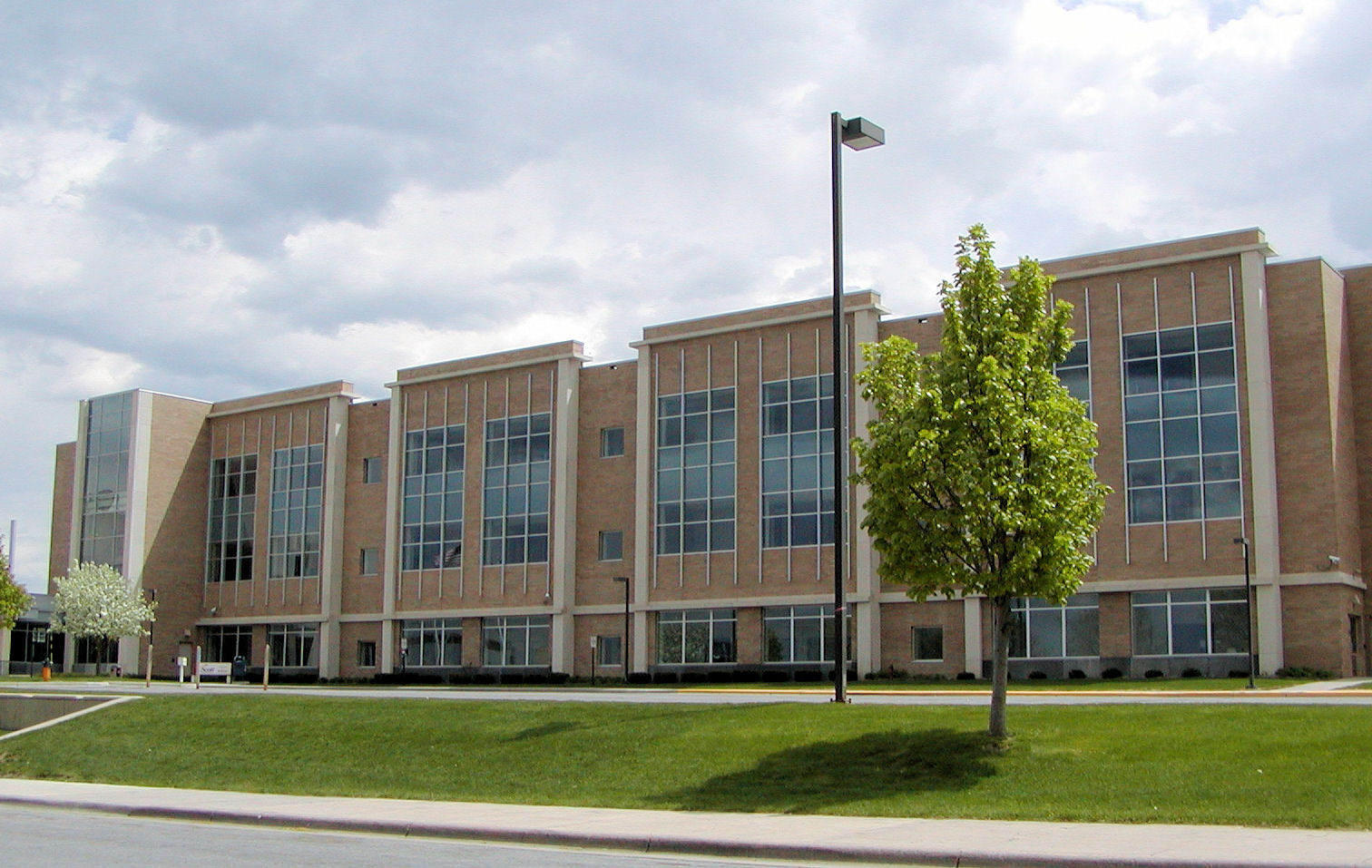
Scott County Government Center